# Düsseldorf Grand Prix 1977
Il Düsseldorf Grand Prix 1977 è stato un torneo di tennis giocato sul terra rossa. È stata l'8ª edizione del Düsseldorf Grand Prix, che fa parte del Colgate-Palmolive Grand Prix 1977. Si è giocato a Düsseldorf in Germania, dal 16 al 22 maggio 1977.

## Campioni

### Singolare
Wojciech Fibak ha battuto in finale  Raymond Moore con il punteggio di 6–1, 5–7, 6–2

### Doppio
Jürgen Fassbender /  Karl Meiler hanno battuto in finale  Paul Kronk /  Cliff Letcher con il punteggio di 6–3, 6–3